# Eugénie Droz
Eugénie Droz (La Chaux-de-Fonds, 21 marzo 1893 – Ginevra, 19 settembre 1976) è stata un'editrice e storica svizzera.

## Biografia
Laureata all'Università di Neuchâtel, si trasferì a Parigi dove frequentò l'École pratique des hautes études e fondò, nel 1924, la Librairie Droz. Nel 1947 tornò a Ginevra dove spostò la sede della sua casa editrice, venduta, nel 1963, a Giovanni Busino e Alain Dufour, che ne mantennero le caratteristiche culturali e scientifiche. Le università di Ginevra, Friburgo, Losanna e Colonia le conferirono lauree ad honorem; la sala di lettura della Biblioteca Pubblica e Universitaria di Ginevra è intitolata al suo nome. Studiosa della Riforma e della storia del libro, curò importanti edizioni critiche; tra queste si ricordano: Le quadrilogue invectif di Alain Chartier (Paris, Champion, 1923), Les antiquitez de Rome et les regrets di Joachim Du Bellay (Paris, Droz, 1945), Les printemps: stances et odes di Théodore Agrippa d'Aubigné (Genève, Droz, 1972).

## Opere principali
- L'imprimerie a la Rochelle (con Louis Desgraves), 3 voll., Genève, Droz, 1960
- Jacques de Constans, l'ami d'Agrippa D'Aubigné: contribution à l'étude de la poésie protestante, Genève, Droz, 1962
- Chemins de l'hérésie: textes et documents, 4 voll., Genève, Slatkine, 1970-76